# شوپنهاوزن
شوپنهاوزن (به آلمانی: Schweppenhausen) یک شهر در آلمان است که در باد کرویتسناخ واقع شده‌است. شوپنهاوزن ۸۷۱ نفر جمعیت دارد.